# Porphyrio kukwiedei
Porphyrio kukwiedei е изчезнал вид птица от семейство Rallidae.

## Разпространение
Видът е разпространен в Нова Каледония.